# Jean Couzy
Pour l’article homonyme, voir Couzy.
Pas d'image ? Cliquez ici
Jean Couzy est un alpiniste français, né le 9 juillet 1923 à Nérac en Lot-et-Garonne, et mort le 2 novembre 1958 dans le Dévoluy.
Alpiniste amateur, à la fois glaciériste complet et rochassier de très haut niveau, il participe en 1950 à l'expédition victorieuse de l'Annapurna, premier 8 000 de l'histoire de l'alpinisme, et réalise en 1955 la première ascension du Makalu (8 463 m), également dans l'Himalaya.

## Biographie
Jean Louis Couzy est né en 1923 à Nérac en Lot-et-Garonne. Adolescent, il fréquente les Pyrénées mais ses études — il intègre l’École polytechnique, avec la promotion 1942 — et la Seconde Guerre mondiale ne lui permettent pas de se consacrer pleinement aux activités montagnardes. Installé à Paris pour ses études, il fréquente cependant les alpinistes parisiens et pratique l'escalade à Fontainebleau et dans le Saussois. Il y fait la connaissance de Marcel Schatz qui deviendra son compagnon de cordée.
Pour sa première saison d'alpiniste, Jean Couzy choisit en 1946 d'aller dans les Alpes autrichiennes. En 1948, il retourne dans les Pyrénées où il réalise une première au pic des Crabioules. Cette même année et les années suivantes, il fréquente assidûment les Dolomites où il répète des voies réputées ou réalise des premières. Il répète également de grandes courses et ouvre de nouvelles voies dans les Alpes occidentales. Jean Couzy est aussi l'un des premiers à ouvrir des voies difficiles sur les parois calcaires des Préalpes.
Jean Couzy participe à plusieurs expéditions en Himalaya. En 1955, il réalise avec Lionel Terray la première ascension du Makalu, cinquième sommet le plus haut du monde (8 463 m). Cinq ans auparavant, Jean Couzy était déjà membre de l'expédition française menée par Maurice Herzog à l'Annapurna, premier des quatorze sommets de plus de 8 000 mètres gravi.
En 1954, Jean Couzy rencontre René Desmaison à Fontainebleau et dans le Saussois. Ils font dès lors cordée commune : après quelques répétitions prestigieuses dans les Alpes, ils réalisent de nombreuses premières difficiles (notamment la face nord-ouest de l'Olan, l'hivernale de la face Ouest des Drus, l'éperon Marguerite sur face nord des Grandes Jorasses),,,. En 1958, Jean Couzy et Réné Desmaison vont dans les Dolomites avec l'intention d'ouvrir à la Cima ovest, en escalade artificielle, une voie directe qu'ils avaient imaginée l'été précédent. Mais ils ne peuvent mener à bien leur projet faute d'un matériel en quantité suffisante.
Jean Couzy mène sa carrière d'alpiniste amateur en poursuivant sa carrière professionnelle dans l'aéronautique militaire et sans sacrifier sa vie familiale (il est marié et père de quatre enfants). Il s'intéresse à la cotation des difficultés et à l'histoire de l'alpinisme ; il prend en charge la Chronique alpine qui présente les nouvelles ascensions dans la revue du Club alpin français, La Montagne.
L'approche par Jean Couzy des risques inhérents à la montagne est rationnelle. Il se veut prudent et refuse, par exemple, de tenter de gravir la face nord de l'Eiger qu'il juge trop dangereuse. Il ne pratiquera jamais l'alpinisme solitaire.
Le 2 novembre 1958, alors qu'il ouvre avec Jean Puiseux une voie dans la face sud de la crête des Bergers (rebord méridional du plateau de Bure) dans le massif du Dévoluy, Jean Couzy est touché à la tête par une chute de pierre qui le tue. Il est enterré au cimetière de Montmaur, au pied de la montagne où son accident est survenu.

## Principales ascensions
- 1948 : première ascension directe de la face nord-est du pic des Crabioules dans les Pyrénées[1]
- 1948 : ouverture d'une variante directe de l'arête ouest de la Torre Trieste à la Civetta dans les Dolomites[1]
- 1949 : troisième ascension de la voie Soldà-Conforto à la Marmolada dans les Dolomites[1]
- 1949 : ascension de l'arête sud-ouest de la Torre Venezia à la Civetta dans les Dolomites[1]
- Répétition de l'éperon Walker dans la face nord des Grandes Jorasses dans le massif du Mont-Blanc[1]
- Répétition de la voie Desvies-Gervasutti à l'Ailefroide dans le massif des Écrins[1]
- Répétition de la face sud de la pointe Gugliermina à l'aiguille Blanche de Peuterey dans le massif du Mont-Blanc[1]
- Répétition de la voie Bonatti dans la face Est du Grand Capucin dans le massif du Mont-Blanc[1]
- Répétition de la face Nord du Nesthorn dans les Alpes bernoises[1]
- 1951 : première au Jardin du Roi dans le cirque d'Archiane dans le Vercors[1]
- 1951 : seconde ascension de la voie Soldà au Sassolungo dans les Dolomites[1]
- 1952 : première de l'éperon nord-ouest des Droites dans le massif du Mont-Blanc[1]
- 25 juillet 1952 : première de la voie Couzy en face nord de l'aiguille de l'M dans les aiguilles de Chamonix (massif du Mont-Blanc) avec M. Prost[12]
- 1954 : avec Lionel Terray, première ascension du Chomo Lonzo (7 796 m) (Himalaya)[4]
- 15 mai 1955 : avec Lionel Terray, première ascension du Makalu (8 463 m) (Himalaya)[4]
- 23-25 juillet : avec René Desmaison, quatrième ascension de la face ouest des Drus dans le massif du Mont-Blanc[5]
- 23-25 juillet 1956 : avec René Desmaison, première ascension de l'arête nord de l'aiguille Noire de Peuterey dans le massif du Mont-Blanc[7]
- 1956 : avec René Desmaison, première de la face nord-ouest de l'Olan dans l'Oisans[6]
- 1957 : avec René Desmaison, première hivernale de la face Ouest des Drus dans le massif du Mont-Blanc[13]
- 1958 : avec René Desmaison, troisième ascension de la voie directe de la Cima Grande ouverte la même année par les Allemands Lothar Brandler et Dietrich Hasse dans les Dolomites[14]
- 1958 : avec René Desmaison, première de l'éperon Marguerite sur la face nord des Grandes Jorasses dans le massif du Mont-Blanc[8]

## Hommage et distinctions

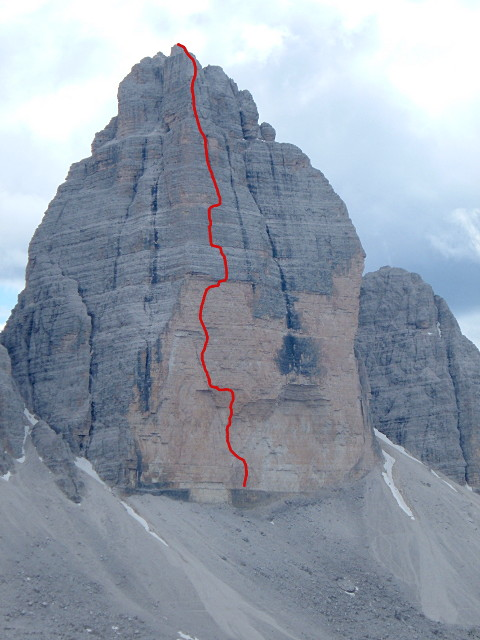
Vue de la face nord de la Cima ovest, avec, en rouge, le tracé de la voie Couzy ouverte en juillet 1959.

- Chevalier de la Légion d'honneur (18 novembre 1958)
- Médaille de l'Aéronautique (1951)
- Médaille d'honneur d'or de l'éducation physique et des sports (1951)
- Chevalier de l'Ordre de l'Étoile noire (1951)

Le nom de Jean Couzy a été donné en France à une rue de Liévin dans le Pas-de-Calais et à une allée de Vitry-sur-Seine dans le Val-de-Marne.
En 1959, il donne son nom à la voie Couzy, un itinéraire sur la Cima Ovest des Tre Cime di Lavaredo ouvert par René Desmaison, Pierre Mazeaud, Pierre Kohlmann et Bernard Lagesse, voie qu'il avait imaginée et tentée (échec par manque de matériel) avec Réné Demaison l'année précédente, avant son décès.